# Borków (Lublin)
Borków [pronunciación en polaco: /ˈbɔrkuf/] es un pueblo ubicado en el distrito administrativo de Gmina Garbów, dentro del Condado de Lublin, Voivodato de Lublin, en Polonia oriental. Se encuentra aproximadamente a 6 kilómetros al noreste de Garbów y a 20 kilómetros al noroeste de la capital regional Lublin.